# HDR

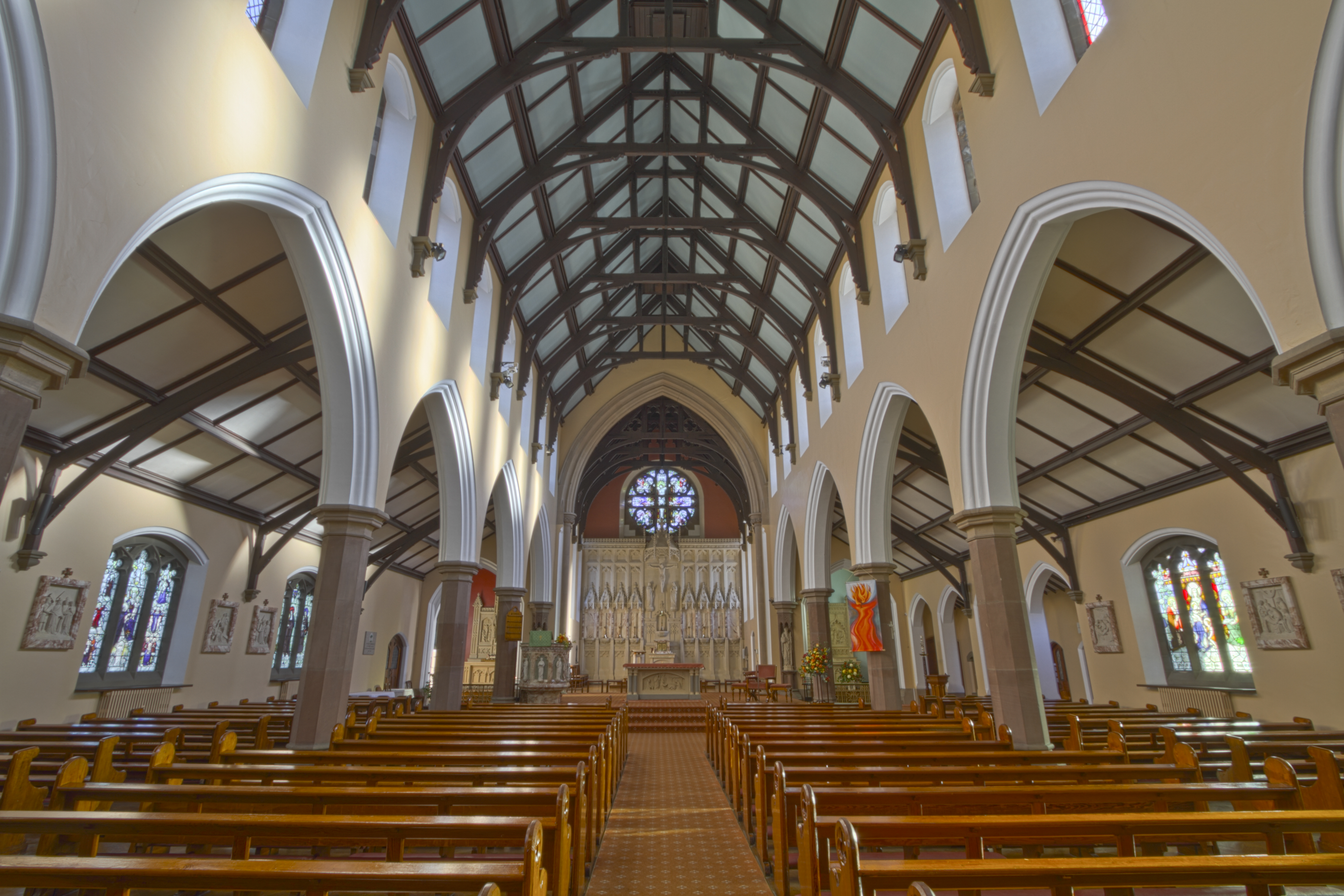
Exemple de fotografia HDR

En processament d'imatges, gràfics per ordinador i fotografia, HDR —acrònim de l'expressió anglesa high dynamic range— són un conjunt de tècniques que permeten un millor rang dinàmic de luminàncies entre les zones més clares i les més fosques d'una imatge del que les tècniques d'imatge digital estàndard o mètodes fotogràfics convencionals poden oferir. La fotografia d'alt rang dinàmic permet obtenir imatges més d'acord amb les visualitzades per l'ull humà, el qual, quan observa el món que ens envolta, és capaç de distingir detalls en zones amb una diferència d'il·luminació molt superior a la suportada per altres formats com la pel·lícula o els formats d'imatges comprimides.
Aquest rang dinàmic més extens permet a les imatges HDR representar amb més exactitud l'extens rang de nivells d'intensitat trobats en escenes reals, que van des de la llum solar directa fins a la feble llum de les estrelles.

Els dos principals orígens de les imatges HDR són el renderització per ordinador i la barreja de múltiples fotografies, que al seu torn són conegudes com a fotografies de baix rang dinàmic (BRD), també anomenades de rang dinàmic estàndard (RDE).
Les tècniques de mapatge tonal (mapatge de tons), que redueixen tot el contrast per facilitar que dispositius amb menys rang dinàmic mostrin imatges HDR, poden aplicar-se per produir imatges conservant o exagerant el contrast localment per realitzar un efecte artístic.

## Fotografia
En fotografia, el rang dinàmic es mesura en diferències de valor d'exposició EV (mesurat per punts de diafragma, de l'anglès f/stops) entre les parts de la imatge més clares i les més fosques que mostren detall. Un increment d'un EV o una parada és una duplicació de la quantitat de la llum.

| Dispositiu             | Punts | Contrast |
| ---------------------- | ----- | -------- |
| Pantalla LCD           | 9.5   | 700:1    |
| Càmeres DSLR (1Dmk2)   | 11    | 2048:1   |
| Pel·lícula d'impressió | 7     | 128:1    |

Les fotografies HDR s'aconsegueixen, en general, capturant diverses fotografies estàndards, utilitzant sovint bràqueting d'exposicions, i després combinant-les en una imatge HDR. Les fotografies digitals amb freqüència es codifiquen en format RAW, propi de la càmera per imatges, perquè la codificació JPEG de 8 bits no ofereix valors suficients per permetre una transició correcta (a més d'introduir efectes indesitjats a causa de la compressió amb pèrdua).

Qualsevol càmera que permeti un ajustament de l'exposició d'una foto pot utilitzar-se per crear imatges HDR. Algunes càmeres tenen bràqueting d'exposicions automàtic (AEB) amb un rang dinàmic molt millor que altres, des dels 3 EV de la Canon EOS 40D, als 18 EV de la Canon EOS-1D Mark II.

La Pentax K-7 DSLR té un mode HDR que captura una imatge HDR i després retorna (només) un arxiu JPEG amb mapatge tonal.
| ISO  | Rang dinàmic (Punts de llum) |
| ---- | ---------------------------- |
| 50   | 11.3                         |
| 100  | 11.6                         |
| 200  | 11.5                         |
| 400  | 11.2                         |
| 800  | 10.7                         |
| 1600 | 9.7                          |
| 3200 | 8.7                          |

### Matemàtiques
Proporció de contrast = 2(Diferència d'EV)

Diferència d'EV = log₂(Proporció de contrast)

El fet que un increment d'un EV indiqui una duplicació de la llum significa que l'EV es representi amb freqüència en una escala logarítmica de base 2.

La percepció humana de la brillantor està bastant aproximada per la funció potencial de Stevens, que diu que al llarg d'un rang raonable s'aproxima a logarítmica, com es descriu por la llei de Weber-Fechner. Aquesta és la raó per la qual se solen utilitzar mesures logarítmiques per a la intensitat de la llum.

## Representar imatges ARD en pantalles LDR

### Reducció de contrast
Les imatges ARD es poden representar fàcilment en dispositius LDR comuns, com monitors d'ordinador o impressores fotogràfiques, simplement reduint el contrast, com tot software d'edició d'imatges és capaç de fer.

### Retallant i comprimint rang dinàmic
Sovint les escenes amb alt rang dinàmic es representen en dispositius LDR retallant el rang dinàmic, eliminant els detalls més obscurs i més clars, o alternativament a través d'una corba de conversió S que comprimeixi el contrast progressivament i més agressivament en els punts més lluminosos o més enfosquits mentre deixa les porcions intermèdies de contrast relativament il·leses.

### Mapatge tonal
El mapatge tonal redueix el rang dinàmic, o proporció de contrast, de la imatge completa, mentre manté el contrast localitzat (entre píxels veïns), recorrent a la investigació de com l'ull humà i l'escorça visual perceben una escena, tractant de representar tot el rang dinàmic mentre es manté un color realista i el contrast.
Les imatges amb una gran transformació de mapatge tonal tenen el seu rang molt comprimit, creant un renderitzat de baix rang dinàmic irreal d'una escena HDR.
Diverses aplicacions de software estan disponibles en les plataformes de PC, Mac i Linux per produir arxius HDR i imatges de mapatge tonal.
Alguns títols notables inclouen:
- Adobe Photoshop
- Affinity Photo
- Aurora HDR
- Dynamic Photo HDR
- EasyHDR
- HDR Efex Pro
- HDR PhotoStudio
- Luminancia HDR
- MagicRaw
- Oloneo PhotoEngine
- Photomatix Pro
- PtGui
- SNS-HDR

## Comparació amb imatges digitals tradicionals
La informació emmagatzemada en imatges HDR es correspon típicament amb els valors físics de luminància o radiància que poden ser observats en el món real. Això les diferencia de les imatges digitals tradicionals, que representen colors que devien aparèixer en un monitor o impresos en un paper. Per tant, els formats d'imatge HDR s'anomenen sovint "referits a escena", al contrari que les imatges digitals tradicionals, que són "referides a dispositius" o "referides a sortida". A més, les imatges tradicionals es codifiquen, en general, cap al sistema visual (maximitzant la informació visual emmagatzemada en un nombre fix de bits), que normalment s'anomenen "codificació gamma" o "correcció gamma". Els valors emmagatzemats per les imatges HDR tenen normalment una correcció gamma (funció potencial), o una codificació logarítmica, o valors lineals de coma flotant, ja que les codificacions lineals de punt fix són cada vegada menys eficients a mesura que augmenten els rangs dinàmics.

Les imatges HDR solen utilitzar un nombre de bits major que les imatges tradicionals per canal de color per representar molts més colors sobre un rang dinàmic molt major. Normalment s'utilitzen números de coma flotant de 16 o 32 bits per representar píxels HDR. No obstant això, quan s'utilitza una funció de transferència apropiada, els píxels HDR es poden representar per algunes aplicacions amb 10 o 12 bits per luminància i 8 bits per crominància sense introduir cap artefacte de quantificació visible.

## HDR en videojocs
Aquest realisme s'aplica a les animacions en 3D o als videojocs. Els primers videojocs a utilitzar aquesta tecnologia van ser Far Cry i Half-Life 2: Lost Coast. Un exemple bastant interessant són les imatges HDR que caracteritzen a Tom Clancy's Rainbow Six: Vegas.

Avui en dia existeixen diversos videojocs amb aquesta característica per donar major "realisme" gràfic, particularment a videojocs amb un tema de joc on apareixen elements detallats i molt definits, com persones, animals, ambients naturals, etcètera, i alhora per augmentar la qualitat de gràfics del sistema, i d'altra banda, busca cridar l'atenció i satisfer el jugador pel que fa a la qualitat de gràfics.

## Història de la fotografia HDR

### 1850

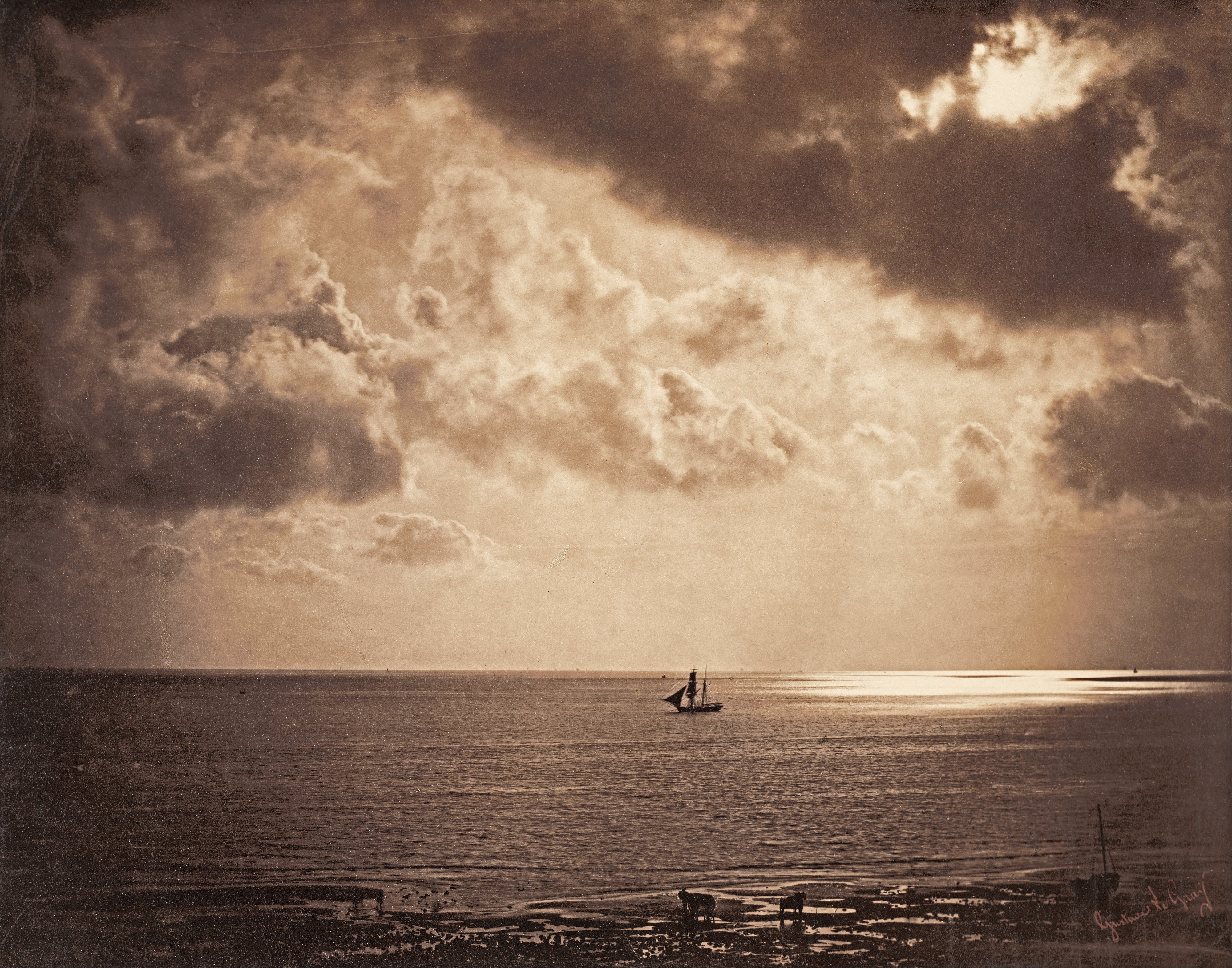
Foto per Gustave LeGray

La idea d'utilitzar diverses exposicions per reparar un rang massa gran de luminància va ser pionera 1850 per Gustave Le Gray per renderitzar vistes marines mostrant a la vegada el mar i el cel. Tal renderitzat va ser impossible en aquella època, ja que usant tècniques estàndards el rang de luminància era massa gran. Le Gray va utilitzar un negatiu pel cel, i un altre amb una exposició major pel mar, posteriorment combinant ambdós en una sola imatge en positiu.

### 1930
Les tècniques de realització d'imatges HDR van ser realitzades originalment en les dècades de 1930 i 1940 per Charles Wyckoff.

Les seves imatges detallades sobre explosions nuclears van aparèixer en la portada de la revista Life a mitjans dels 40. Wyckoff va implantar el remapatge de tons veïns local per combinar de diferent manera les capes de pel·lícula exposades en una sola imatge d'un rang dinàmic superior.

### 1980
La conveniència del HDR ha estat reconeguda durant dècades, però el seu major ús va ser, fins fa poc, exclosa per les limitacions imposades per la capacitat de procés dels ordinadors actuals. Probablement la primera aplicació pràctica d'HDR va ser la indústria de cinema a finals dels 80 i, en 1985, Gregory Ward va crear el format d'arxius d'imatge RGBE de radiància, que va ser el primer (i encara el més utilitzat) format d'imatge HDR.

El concepte de veïnatge de mapatge tonal de Wyckoff va ser aplicat a les càmeres de vídeo per un equip de l'institut Technion de Israel liderat pel professor Y. Y. Zeevi, qye va sol·licitar una patent el seu concepte el 1988. El 1933 es va presentar la primera càmera mèdica comercial, que realitzava captures de múltiples imatges amb diferents exposicions a temps real, i produïa imatge de vídeo HDR.

Les tècniques d'imatge HDR modernes utilitzen una aproximació completament diferent, basada en la realització d'una luminància o mapa de llum de gran rang dinàmic, usant únicament operacions globals sobre imatges (sobre la imatge completa), i posteriorment realitzant un mapatge tonal sobre el resultat. L'HDR global va ser introduït primerament el 1993, donant resultat a una teoria matemàtica sobre diverses imatges exposades diferent que tractaven de la mateixa matèria que va ser publicada el 1995 per Steve Mann i Rosalind Picard. En el 1997 aquesta tècnica de l'HDR global de combinar diverses imatges exposades de manera diferent per produir una única imatge HDR va ser presentada a la comunitat de gràfics per ordinador per Paul Debevec.

Aquest mètode va ser desenvolupat per produir una imatge de gran rang dinàmic des d'un conjunt de fotografies presses amb un rang d'exposicions. Amb la recent popularitat de les càmeres digitals i el programari d'escriptori d'ús fàcil, el terme HDR passa a ser utilitzat popularment per referir-se a aquest procés. Aquesta tècnica de composició és diferent de (i pot ser de molta menor o major qualitat que) la producció d'una imatge des d'una única exposició d'un sensor amb un gran rang dinàmic. El mapatge tonal també és utilitzat per mostrar imatges HDR en dispositius amb un rang dinàmic menor, com una pantalla d'ordinador.

### 1996
Steve Mann va desenvolupar i patentar el mètode HDR global per produir imatges digitals tenint un ampli rang dinàmic en el Laboratori de Mitjans MIT. El mètode de Mann incloïa un procediment de dos passos (1) generar una única matriu d'imatges de coma flotant només a través operacions globals (operacions que afecten a tots els píxels per igual, sense fixar-se en el voltant); (2) convertir aquest matriu d'imatges, utilitzant un procés local de zones (remapatge tonal, etc.), en una imatge HDR. L'array d'imatge generat pel primer pas de procés de Mann s'anomena una "imatge de poc espai" o "mapa de radiància". Un altre benefici del procés de creació d'imatges HDR global és que proporciona accés a la llum intermèdia o al mapa de radiància, que ha estat utilitzat per visió d'ordinador, i altres operacions de processament d'imatges.

### 1997
En l'any 1997 aquesta tècnica de combinar diverses imatges exposades de manera diferent per produir una única imatge HDR va ser presentada al públic per Paul Debevec.

### 2005
El Photoshop CS2 va introduir la funció combinar a HDR.
| «                                       | En molts aspectes, la funció HDR del Photoshop CS2 és el sant grial del rang dinàmic. Amb una fotografia encertada i arxius processats permet als fotògrafs crear imatges fàcilment que abans haguessin estat impossibles, o com a mínim molt difícil de realitzar. Però, amb el bo que és, igual que una arma o l'energia nuclear, pot ser igual de dolent que bo. No totes les imatges necessiten tenir de 10 a 15 parades de rang dinàmic. De fet, moltes fotografies queden bastant bé amb els 5-7 passos de rang dinàmic a les que estem acostumats. Espero veure algunes imatges ximples o francament lletges en els pròxims mesos, a mesura que els fotògrafs obtinguin les seves còpies de Photoshop CS2 i comencin a descobrir del que és capaç la funció HDR. Però, com amb cada eina, en mans d'artistes sensibles o artesans competents, estic segur que començarem a mostrar el món de noves i emocionants formes. | » |
| — Michael Reichmann, Luminous Landscape | |   |

## Galeria d'imatges

Fotografies
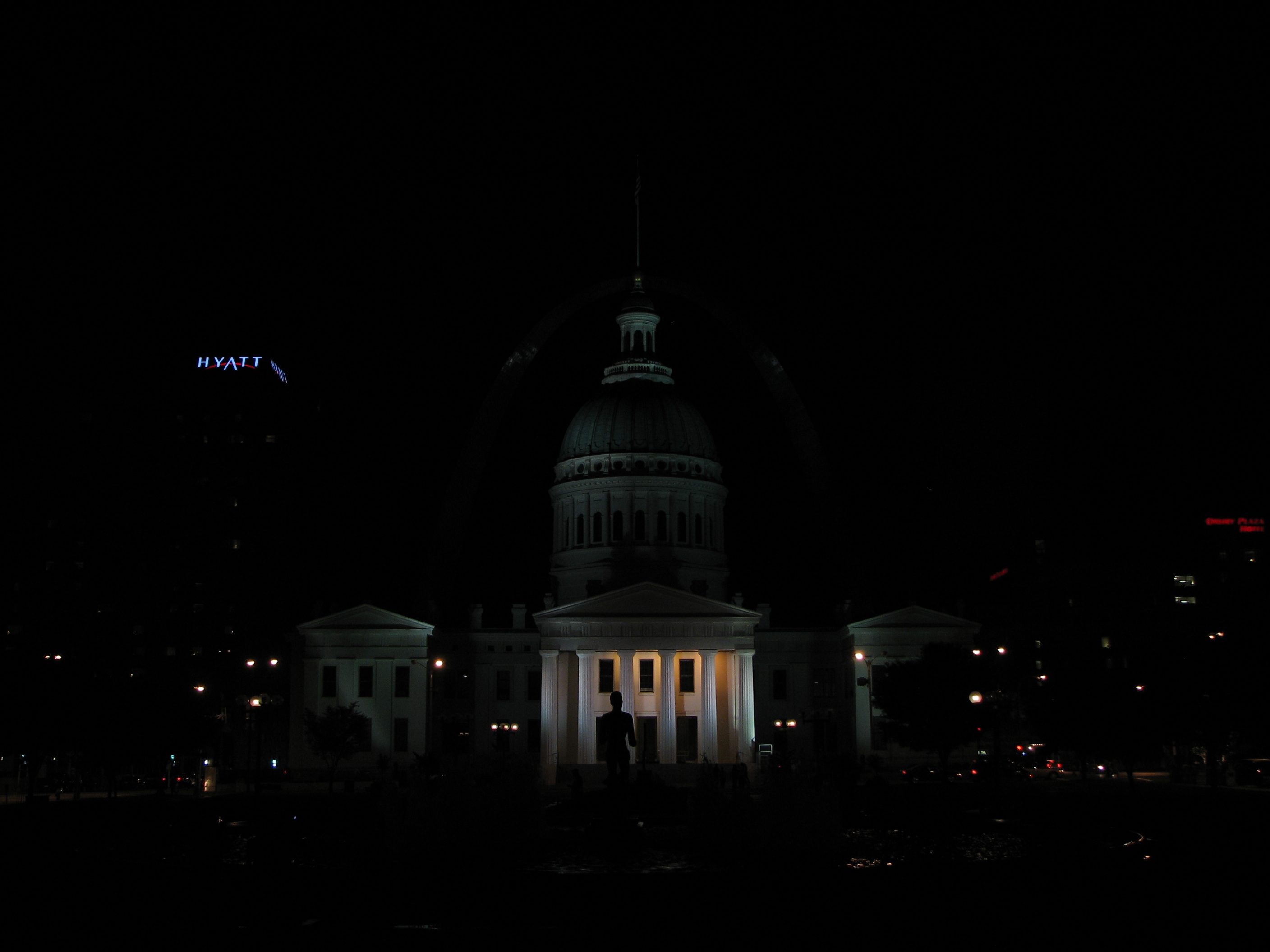
–4 punts
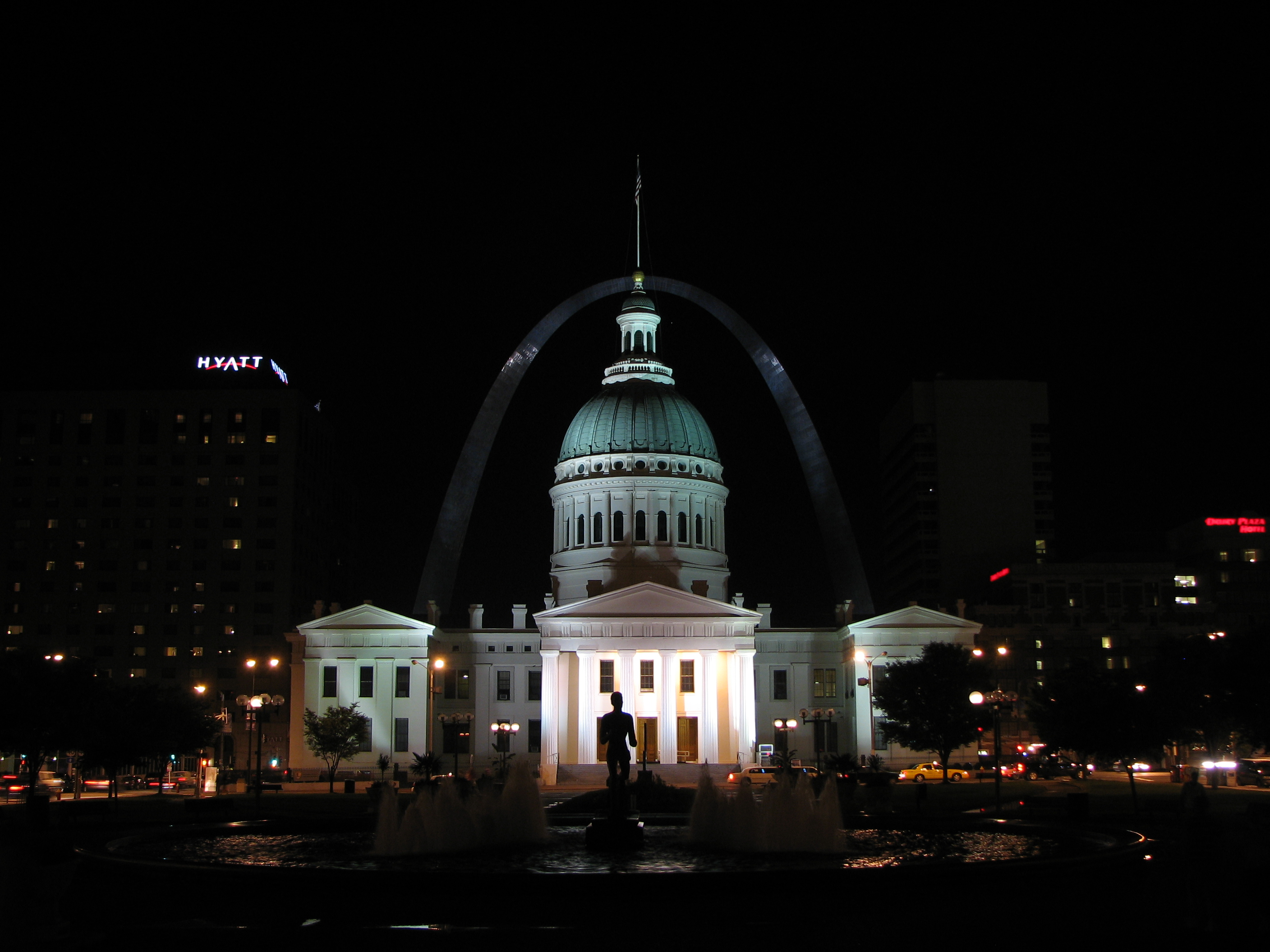
–2 punts
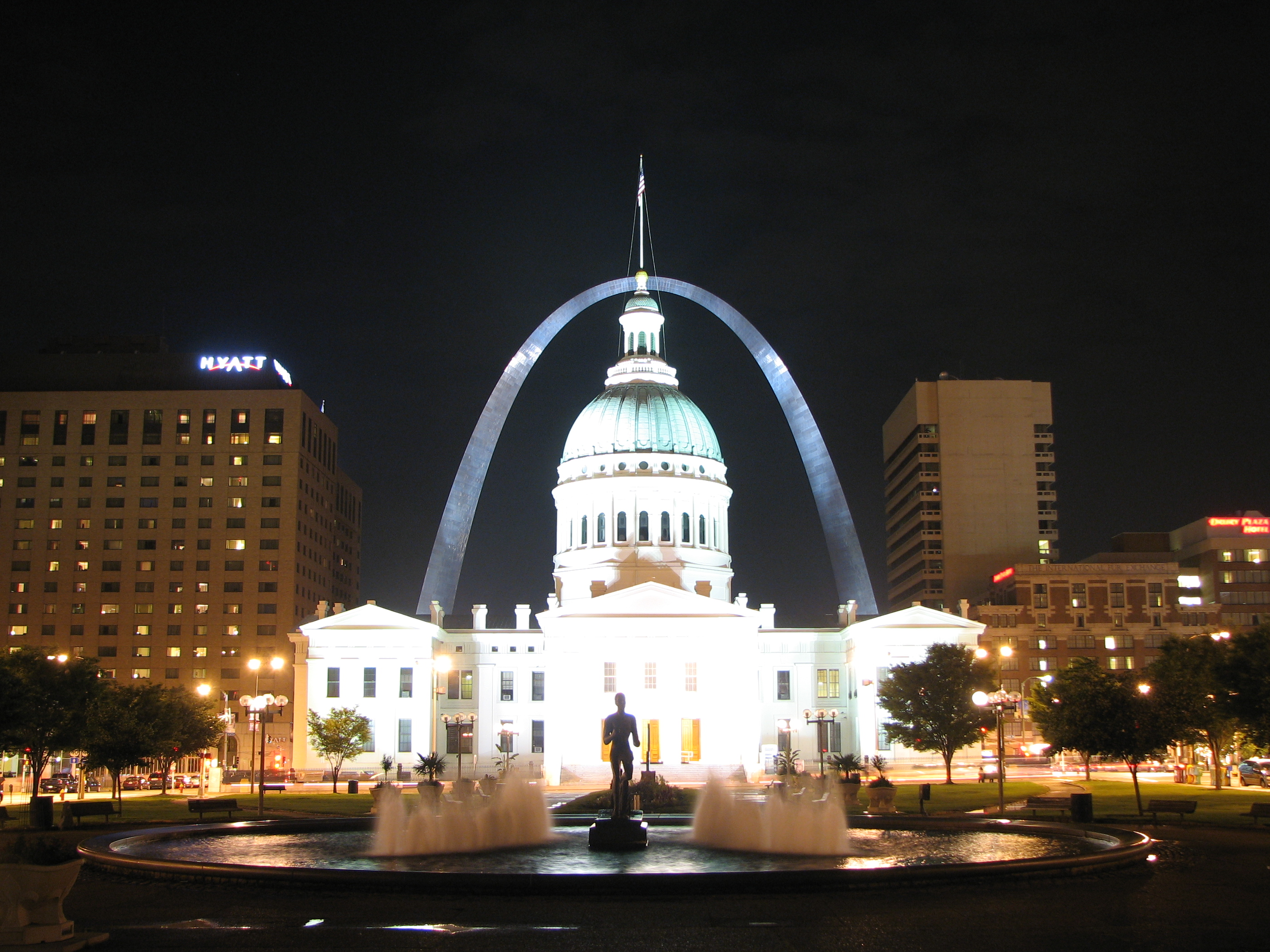
+2 punts
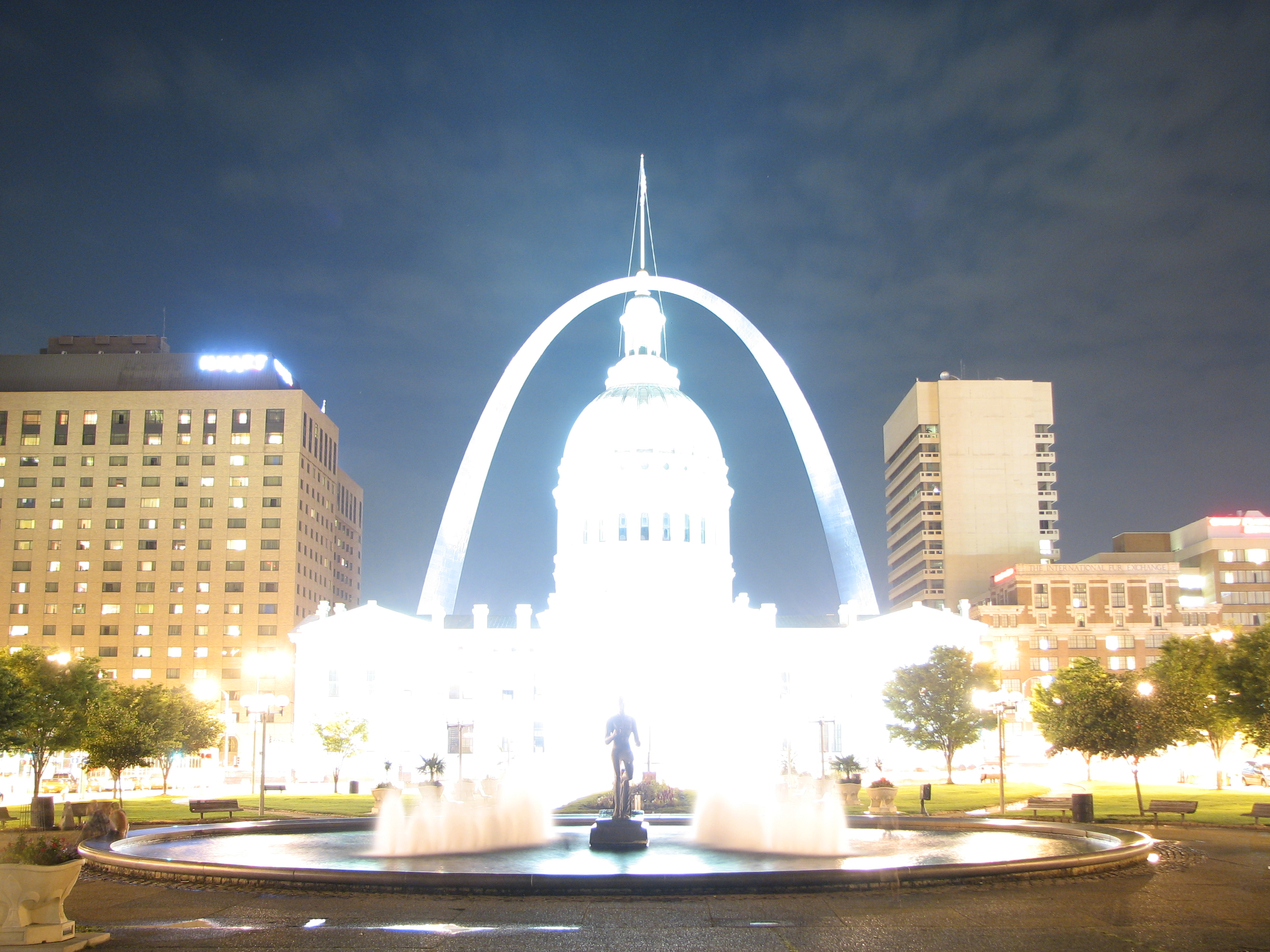
+4 punts

Unitats a HDR i després reduïdes a LDR
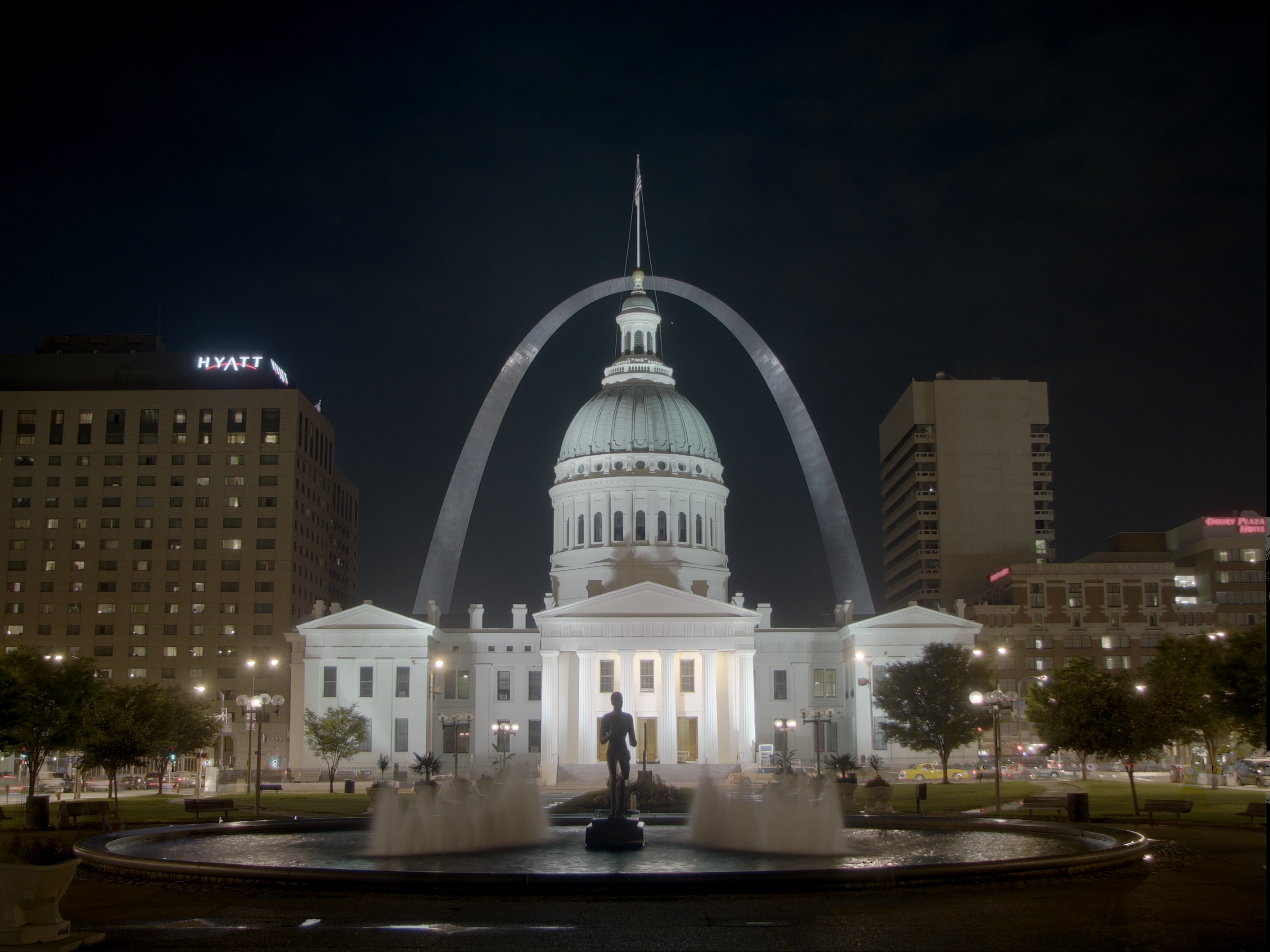
Reducció de contrast simple
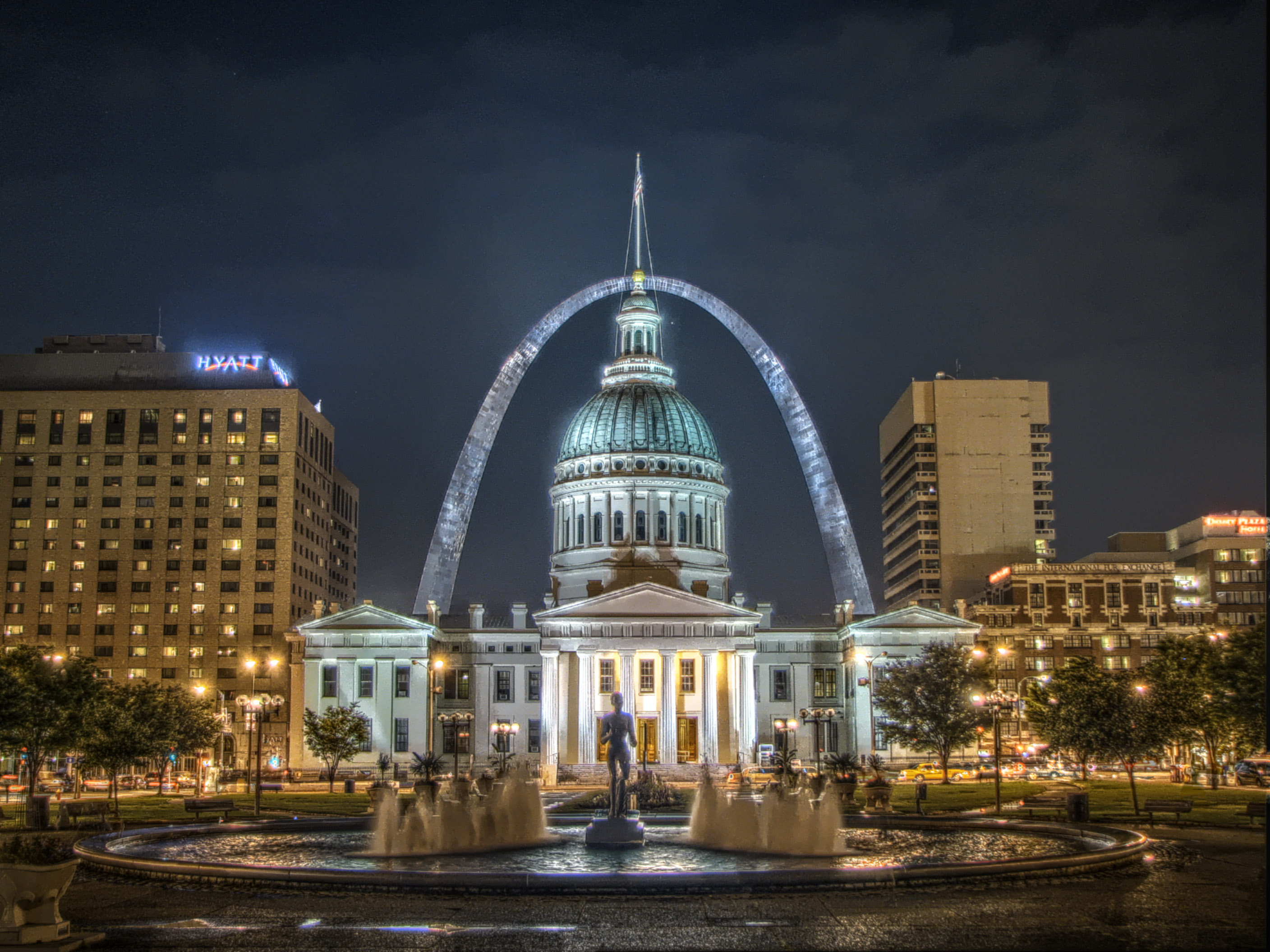
Mapatge tonal localitzat
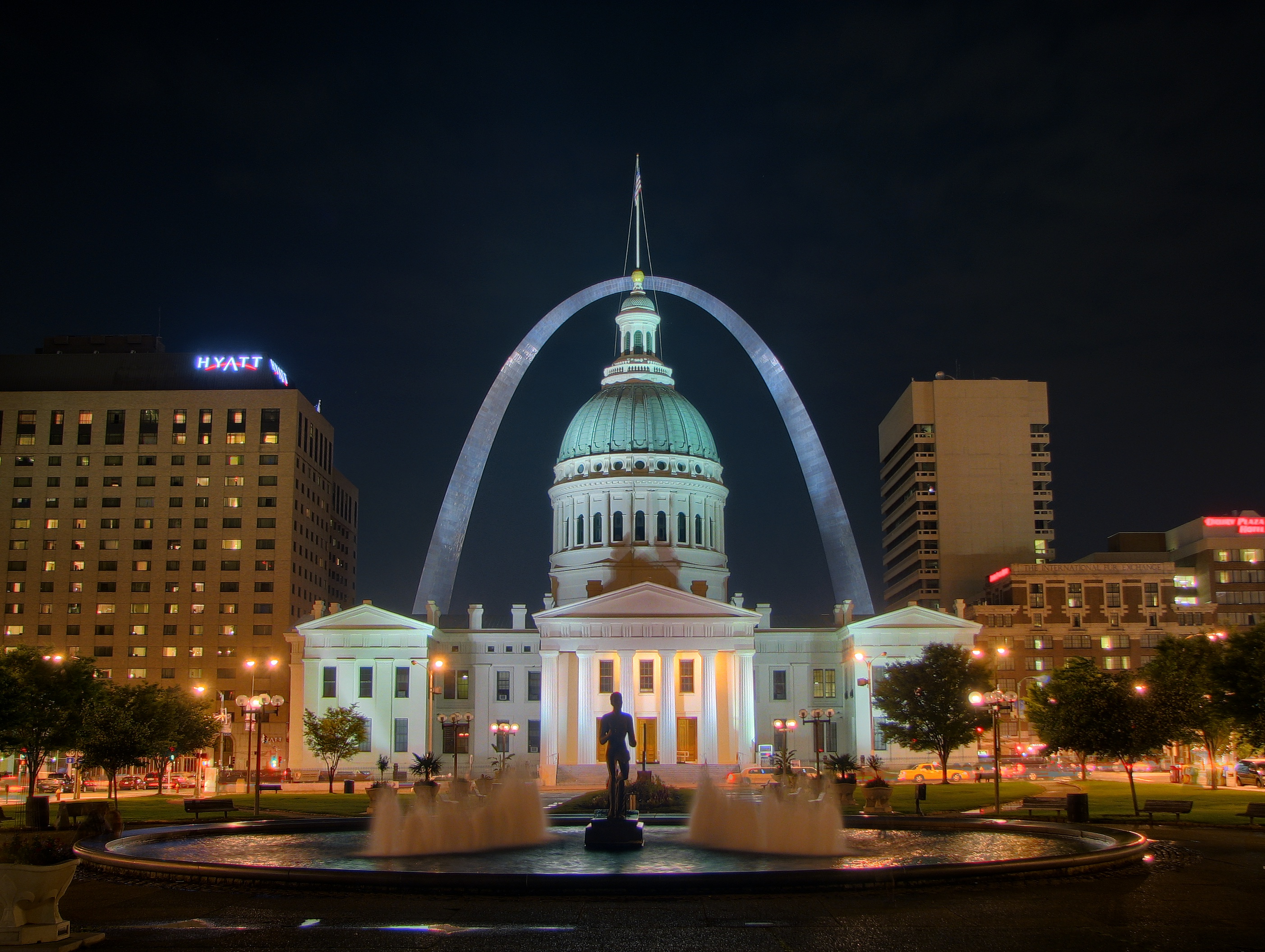
Processament natural

Dos exemples de Fotos de Naturalesa utilitzant tècnica HDR
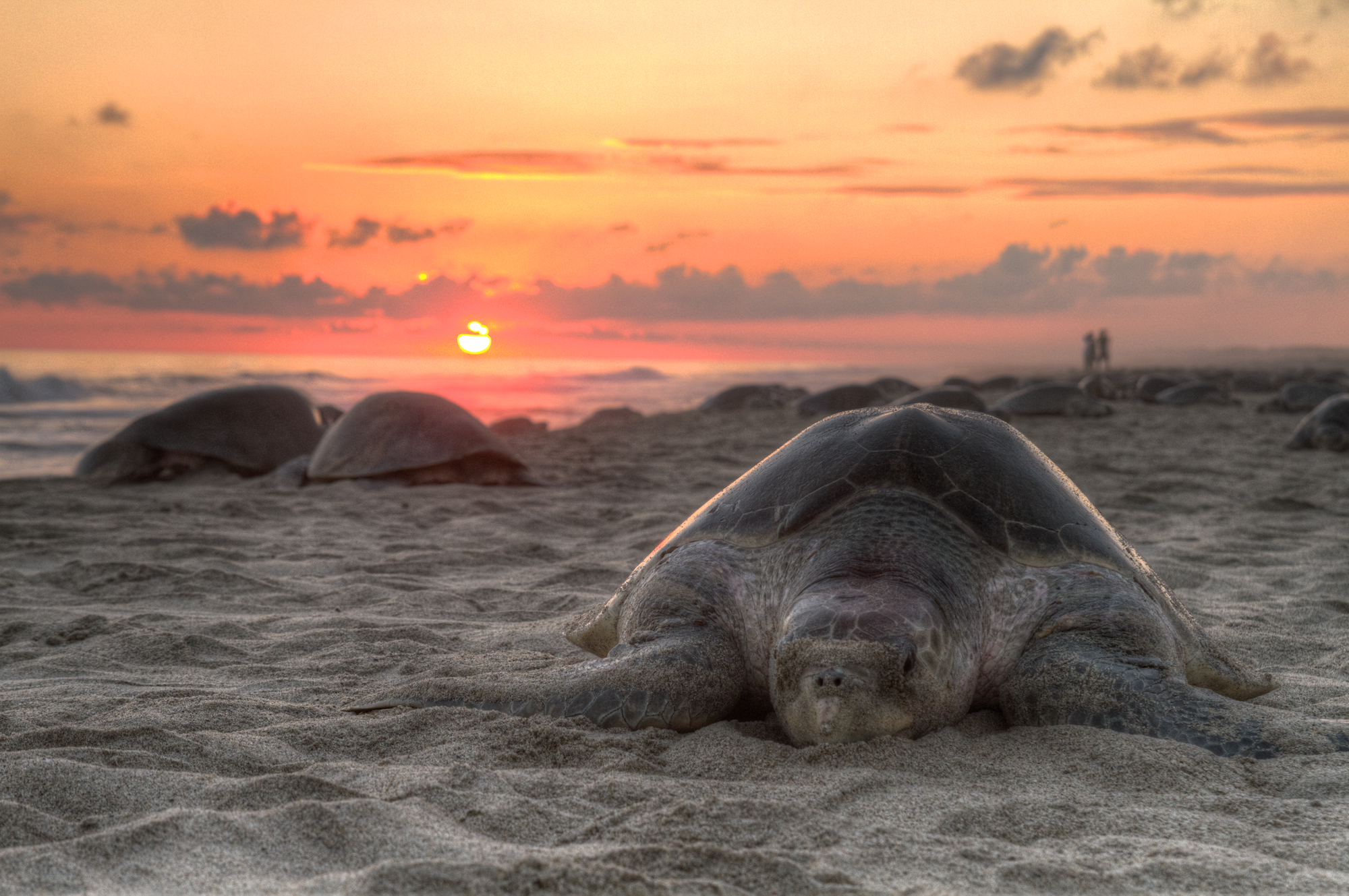
Tortuga i posta del sol
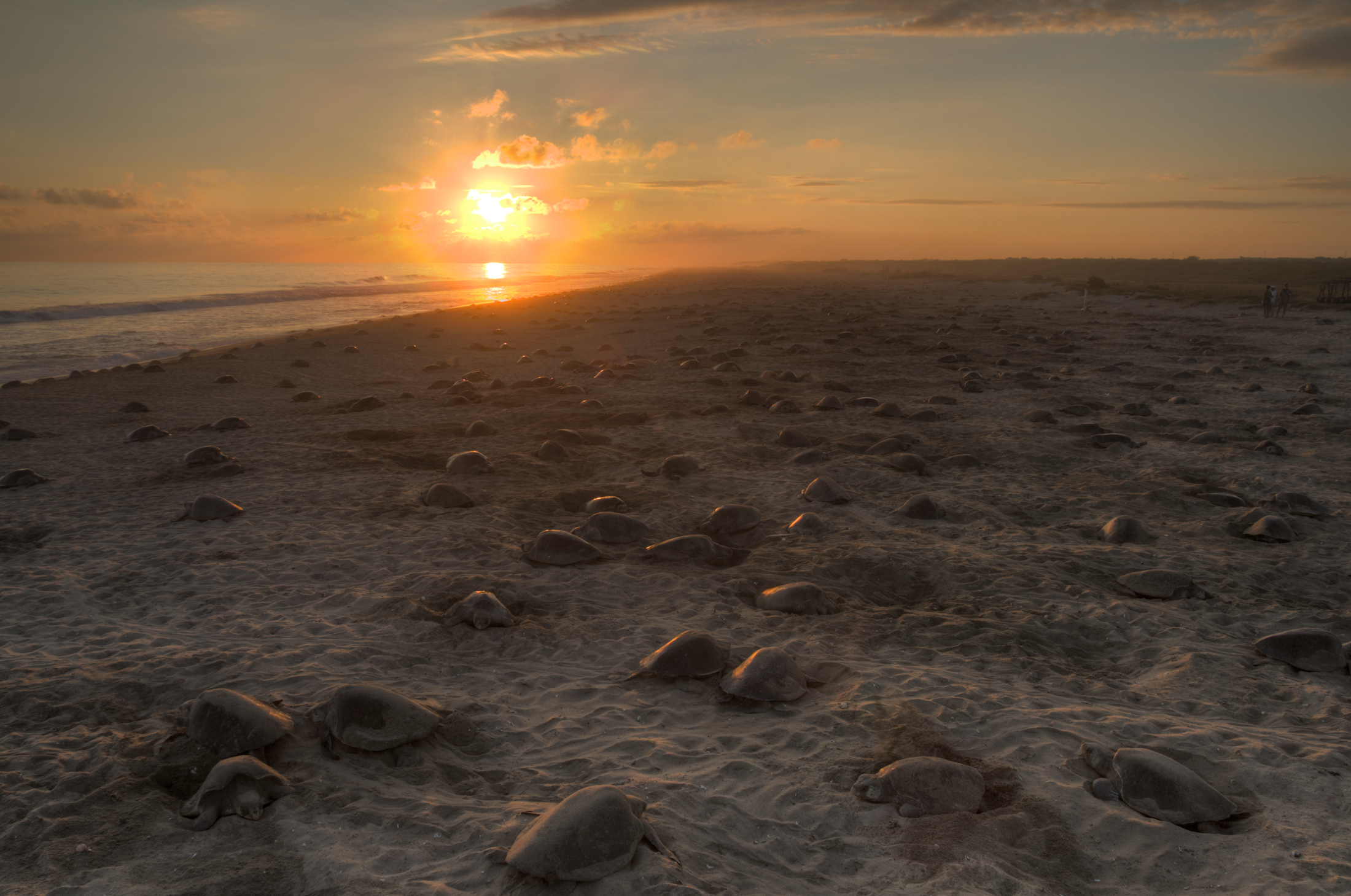
Arribada de tortugues desovant

Fotografia de paisatge urbà usant tècnica HDR
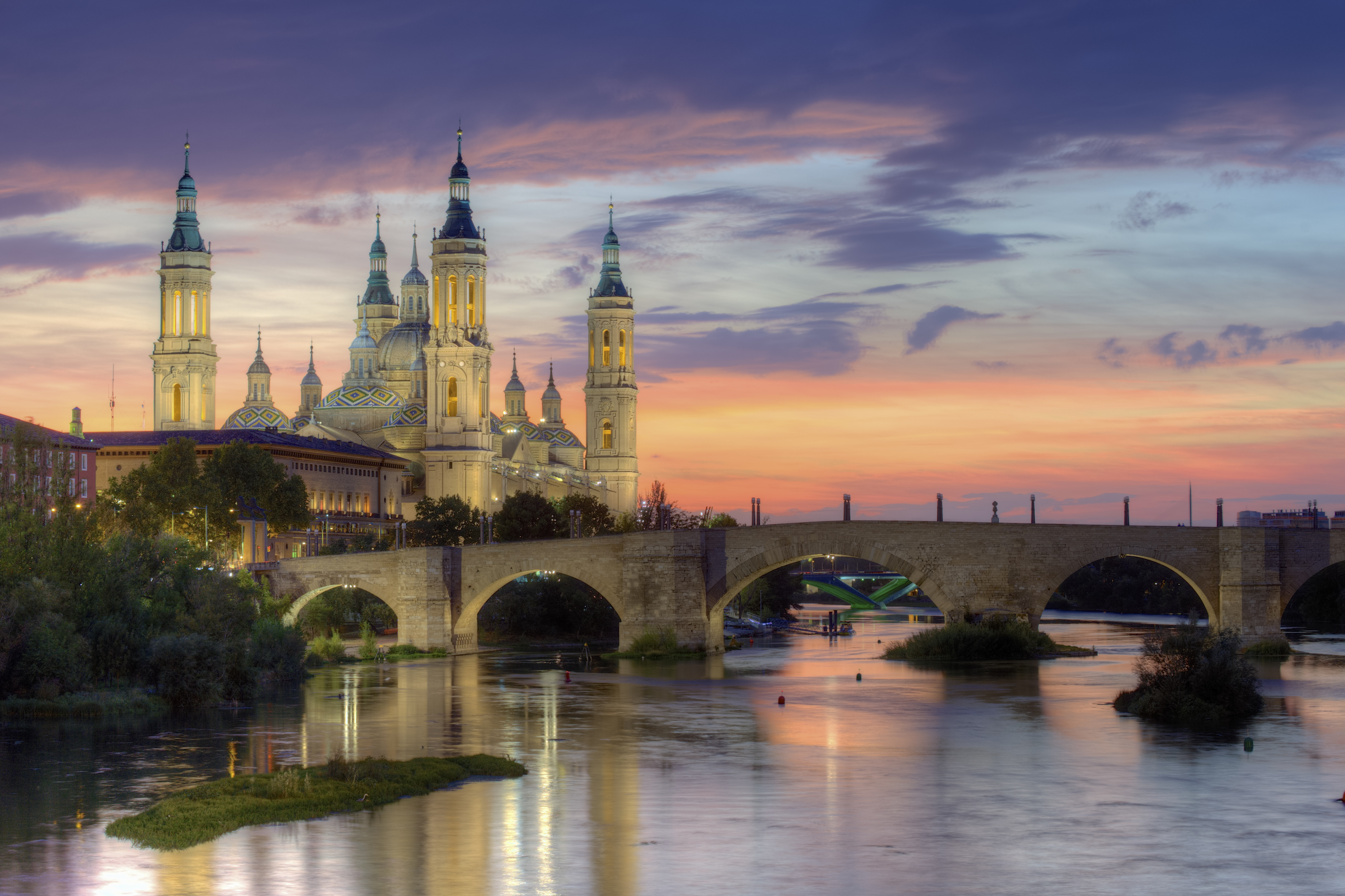
Basílica de Ntra. Sra. del Pilar (Saragossa, Espanya)